# Гвоздок (озеро, Городокский район)
Гвоздо́к (бел. Гваздо́к) — озеро в Городокском районе Витебской области Белоруссии. Относится к бассейну реки Свина́.
Озеро располагается в 38 км к северо-западу от города Городок и в 2 км к северо-западу от деревни Моисеево, между озёрами Осотно и Малое Свино. В 2,2 км от водоёма проходит участок границы между Белоруссией и Россией.
Площадь зеркала составляет 0,02 км², длина — 0,16 км, ширина — 0,12 км, длина береговой линии — 0,45 м.
Водоём со всех сторон окружён заболоченным лесом.